# Les Bonbons chinois

Les Bonbons chinois (糖) est un roman de Mian Mian (棉棉).

## Histoire et thème
Ce livre a pour thème la jeunesse dépravée de Shanghai, matérialisée par Xiao Hong, également écrivain. Celle-ci a diverses aventures amoureuses, dont la plus importante - et qui sert de fil directeur au roman - est celle avec le guitariste Saining.
Xiao Hong et sa bande se droguent au point de devoir faire des cures de désintoxication (ecstasy, héroïne appelée "la blanche") et boivent énormément. Ils passent énormément de leur temps dans les boîtes de nuit de Shanghaï, voire de Pékin ou de Shenzhen, alternent les concerts et les sorties.
Le ton n'est pas du tout désespéré, et un autre fil conducteur du livre est la recherche d'amour qui anime les différents personnages.

## Divers
Le livre contient de nombreuses références musicales et littéraires, citées par le personnage principal notamment, des références à Cui Jian, à Suzanne Vega, à Hang on the Box, ainsi qu'à divers poètes (dont le poème complet "Les corbeaux" de Shitan).